# Shamima Begum
Shamima Begum, född 25 augusti 1999, är en kvinna född i Storbritannien som vid 15 års ålder lämnade Bethnal Green tillsammans med skolkamraterna Amira Abase och Kadiza Sultana för att ansluta sig till Islamiska Staten i Syrien (engelska: foreign fighter) och gifta sig med andra IS-krigare och leva under IS-välde. Begum gifte sig med en konvertit från Nederländerna. Inför anfallet mot IS sista fäste flydde hon och spärrades sedermera in i ett läger för IS-fruar.
Hon hittades höggravid och efter att ha förlorat två barn som dött i ett flyktingläger år 2019. Efter att ha hotats till livet flyttades hon med sin nyfödde son till ett annat läger. Hennes pass ogiltigförklarades av säkerhetsskäl av Sajid Javid som då var Storbritanniens inrikesminister (Home Secretary).
Begums försök att resa till Storbritannien år 2019 resulterade i en offentlig debatt om Storbritanniens hantering av återvändande jihadister. I februari återkallade Storbritanniens regering hennes brittiska medborgarskap. Eftersom Begums mor är från Bangladesh har hon enligt Bangladeshisk medborgarskapslag via släktskapet med sin mor rätt till ett medborgarskap i Bangladesh som hon kan åberopa fram till 21 års ålder även om hon aldrig besökt landet. Därmed gjorde regeringsbeslutet inte Begum statslös.
I juli 2020 beslöt Court of Appeal (England and Wales)(en) att Begum skulle få återvända till landet för att kunna bestrida återkallandet av medlemskapet i domstol. Detta domslut överklagades till Supreme Court av Home Office på grunderna att låta Begum återvända till landet skulle utsätta folket för en ökad risk för terrorism. I februari 2021 beslöt Supreme Court enhälligt att förklara Court of Appeals-domslutet ogiltigt och inte släppa in Begum i landet på grund av säkerhetsrisken. Rätten uttalade att det allmännas grundläggande intresse av att undvika terrorattentat upphävde Begums rätt till en prövning.